# Limnophora albonigra
Limnophora albonigra este o specie de muște din genul Limnophora, familia Muscidae, descrisă de Fritz Isidore van Emden în anul 1965.
Este endemică în Sri Lanka. Conform Catalogue of Life specia Limnophora albonigra nu are subspecii cunoscute.